# Hypericum densiflorum
Hypericum densiflorum är en johannesörtsväxtart som beskrevs av Frederick Traugott Pursh. Hypericum densiflorum ingår i släktet johannesörter, och familjen johannesörtsväxter. Utöver nominatformen finns också underarten H. d. interior.